# Lenny Almada Correia
Lenny Almada Correia, né le 19 septembre 2002 au Luxembourg, est un footballeur luxembourgeois qui joue au poste de latéral droit au RFCU Luxembourg.

## Biographie

### En club

#### CS Fola Esch (2020-2023)
Formé au sein du club, c'est au CS Fola Esch que la carrière du joueur débute en étant titulaire lors de la neuvième journée de BGL Ligue face au FC Swift Hesperange (match nul deux buts partout). Lors de cette saison 2020-2021, il remporte le championnat avec son club.

#### RFCU Luxembourg (depuis 2023)
Après trois ans dans son club formateur, le joueur s'engage en 2023 avec le RFCU Luxembourg, club de BGL Ligue.

### En sélection

#### Luxembourg espoirs (depuis 2023)
Il dispute son premier match avec les espoirs le 17 novembre 2023 face à l'Ukraine en étant titulaire (défaite quatre buts à zéro).

## Palmarès
| CS Fola Esch (1) :            |
| ----------------------------- |
| - BGL Ligue - Champion : 2021 |